# Delphacodes dolera
Delphacodes dolera är en insektsart som först beskrevs av Spooner 1912.  Delphacodes dolera ingår i släktet Delphacodes och familjen sporrstritar. Inga underarter finns listade i Catalogue of Life.